# Гіпертермія
Гіпертермі́я (грец. ὑπερ — над-, надмірно грец. θέρμη — тепло) — нагромадження надлишкового тепла в організмі людини і теплокровних тварин, що супроводжується підвищенням температури тіла. Практично для всіх гомойотермних тварин летальна температура складає +43 °С. Організм людини температуру сухого повітря бл. +132 °С може витримати протягом 15-ти хв., +115,6 °С — не більше 25-ти хв., +93,4 °С — декілька год. Як правило, температура +41—42 °С зумовлює тепловий удар.
Виникає, коли утворене в організмі тепло не встигає виходити за його межі, що призводить до перегрівання тіла. Це відбувається у випадках, коли температура зовнішнього середовища тривалий час перевищує 37,2°С. За цих умов організм максимально мобілізує механізми тепловіддачі; у людини це, головним чином, випаровування поту і меншою мірою посилення вентиляції легень. Одночасно розширюються кровоносні судини шкіри, тобто виникає гіперемія. Якщо гіпертермія супроводжує хворобу, то описується в складі поняття «гарячка».
Гіпертермія супроводжується підвищенням і якісними порушеннями обміну речовин, втратою води і солей, порушенням кровообігу та доставки кисню до мозку, що викликають порушення, іноді судоми і непритомність. Висока температура при гіпертермії переноситься важче, ніж при багатьох гарячкових захворюваннях.

## Причини гіпертермії
Гіпертермія виникає при максимальній напрузі фізіологічних механізмів терморегуляції (потовиділення, розширення шкірних судин та ін.) та якщо вчасно не усунути причини, що її викликають, то вона неухильно прогресує, закінчуючись при дуже високій температурі тіла тепловим ударом, при температурі тіла близько 41-42°С. Такий розвиток подій можливий при роботі в умовах нагріваючого мікроклімату..